# Campionato del mondo rally 1995

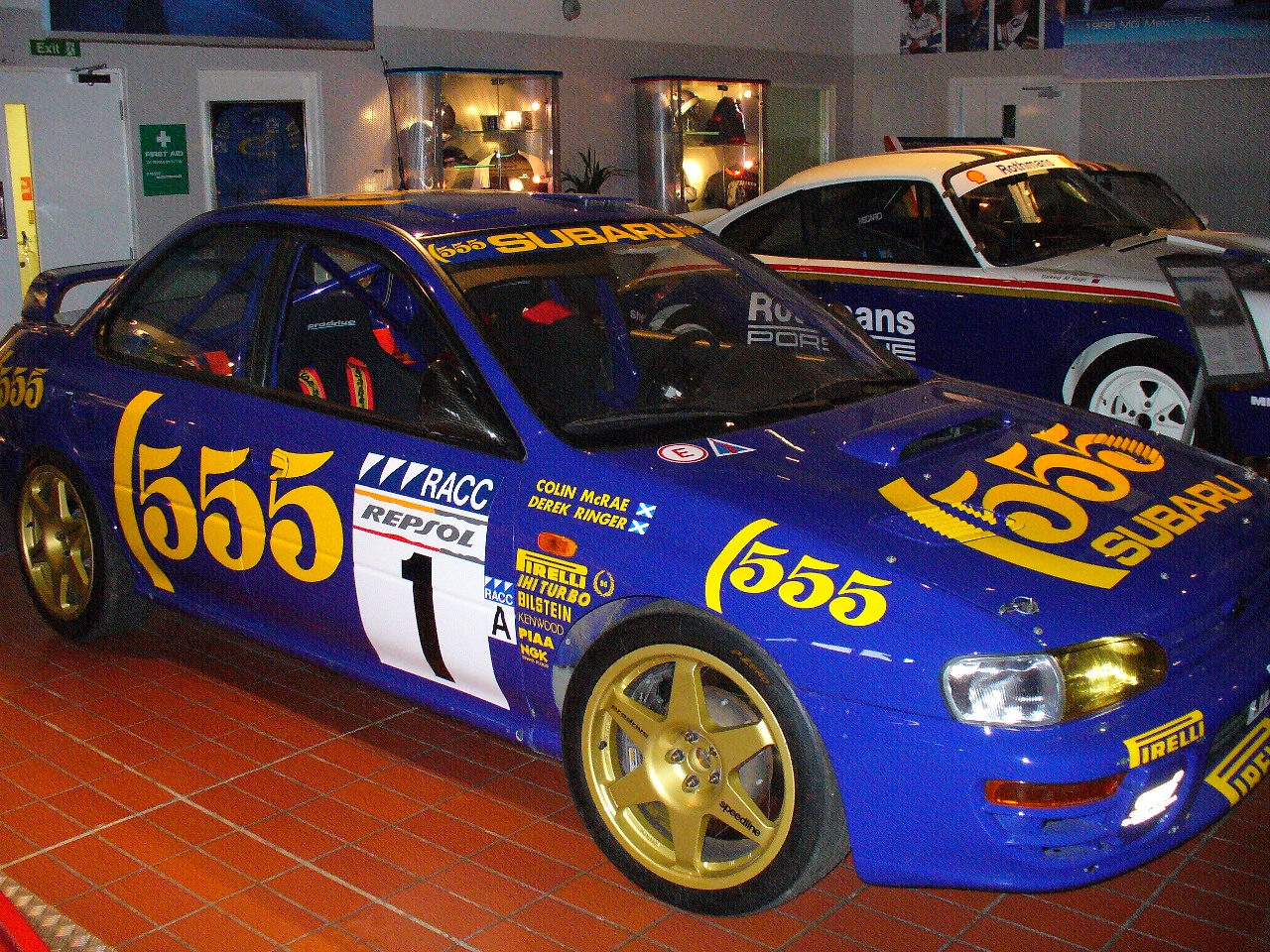
La Subaru con cui Colin McRae vinse il Mondiale

Il Campionato del mondo rally 1995 è stato la 23ª edizione del World Rally Championship (WRC).

## La stagione
La stagione è composta da 8 rally. Il pilota campione del mondo in questa stagione è stato Colin McRae con la sua Subaru Impreza WRC, davanti al suo compagno di squadra, lo spagnolo Carlos Sainz. Il titolo costruttori è andato alla Subaru.
Questa stagione è stata contraddistinta dalla squalifica della Toyota a causa di un motore fuori dai limiti consentiti dal regolamento, vennero così squalificati Juha Kankkunen, Didier Auriol, Armin Schwarz e Thomas Rådström; il 3º posto andò allo svedese Kenneth Eriksson.

## Team e piloti
| Team                        | Costruttore | Vettura                         | Pneumatici | Numero | Piloti                | Gare      |
| --------------------------- | ----------- | ------------------------------- | ---------- | ------ | --------------------- | --------- |
| Toyota Castrol Team         | Toyota      | Celica GT-Four Celica Turbo 4WD | M          | 1      | Didier Auriol         | All       |
| Toyota Castrol Team         | Toyota      | Celica GT-Four Celica Turbo 4WD | M          | 2      | Juha Kankkunen        | All       |
| Toyota Castrol Team         | Toyota      | Celica GT-Four Celica Turbo 4WD | M          | 3      | Armin Schwarz         | All       |
| Toyota Castrol Team         | Toyota      | Celica GT-Four Celica Turbo 4WD | M          | 14     | Thomas Rådström       | 2         |
| Toyota Castrol Team         | Toyota      | Celica GT-Four Celica Turbo 4WD | M          | 14     | Yoshio Fujimoto       | 5–6, 8    |
| Toyota Castrol Team         | Toyota      | Celica GT-Four Celica Turbo 4WD | M          | 15     | Tomas Jansson         | 2         |
| Toyota Castrol Team         | Toyota      | Celica GT-Four Celica Turbo 4WD | M          | 16     | Neal Bates            | 6         |
| 555 Subaru World Rally Team | Subaru      | Impreza 555                     | P          | 4      | Colin McRae           | All       |
| 555 Subaru World Rally Team | Subaru      | Impreza 555                     | P          | 5      | Carlos Sainz          | All       |
| 555 Subaru World Rally Team | Subaru      | Impreza 555                     | P          | 6      | Piero Liatti          | 1, 4, 7   |
| 555 Subaru World Rally Team | Subaru      | Impreza 555                     | P          | 6      | Mats Jonsson          | 2         |
| 555 Subaru World Rally Team | Subaru      | Impreza 555                     | P          | 6      | Richard Burns         | 3, 8      |
| 555 Subaru World Rally Team | Subaru      | Impreza 555                     | P          | 6      | Peter 'Possum' Bourne | 5–6       |
| 555 Subaru World Rally Team | Subaru      | Impreza 555                     | P          | 14     | Richard Burns         | 5         |
| R.A.S. Ford                 | Ford        | Ford Escort RS Cosworth         | M          | 7      | François Delecour     | All       |
| R.A.S. Ford                 | Ford        | Ford Escort RS Cosworth         | M          | 8      | Bruno Thiry           | All       |
| R.A.S. Ford                 | Ford        | Ford Escort RS Cosworth         | M          | 9      | Stig Blomqvist        | 2         |
| R.A.S. Ford                 | Ford        | Ford Escort RS Cosworth         | M          | 9      | Alex Fiorio           | 3         |
| R.A.S. Ford                 | Ford        | Ford Escort RS Cosworth         | M          | 9      | Patrick Bernardini    | 4         |
| R.A.S. Ford                 | Ford        | Ford Escort RS Cosworth         | M          | 9      | Neil Allport          | 5         |
| R.A.S. Ford                 | Ford        | Ford Escort RS Cosworth         | M          | 9      | Malcolm Wilson        | 8         |
| Team Mitsubishi Ralliart    | Mitsubishi  | Lancer Evo 2 Lancer Evo 3       | M          | 10     | Kenneth Eriksson      | 2, 5–6, 8 |
| Team Mitsubishi Ralliart    | Mitsubishi  | Lancer Evo 2 Lancer Evo 3       | M          | 10     | Isolde Holderied      | 3–4       |
| Team Mitsubishi Ralliart    | Mitsubishi  | Lancer Evo 2 Lancer Evo 3       | M          | 11     | Tommi Mäkinen         | 1–2, 4–8  |
| Team Mitsubishi Ralliart    | Mitsubishi  | Lancer Evo 2 Lancer Evo 3       | M          | 11     | Jorge Recalde         | 3         |
| Team Mitsubishi Ralliart    | Mitsubishi  | Lancer Evo 2 Lancer Evo 3       | M          | 12     | Andrea Aghini         | 1, 4, 7   |
| Team Mitsubishi Ralliart    | Mitsubishi  | Lancer Evo 2 Lancer Evo 3       | M          | 12     | Kenneth Bäcklund      | 2         |
| Team Mitsubishi Ralliart    | Mitsubishi  | Lancer Evo 2 Lancer Evo 3       | M          | 12     | Rui Madeira           | 3, 8      |
| Team Mitsubishi Ralliart    | Mitsubishi  | Lancer Evo 2 Lancer Evo 3       | M          | 12     | Ed Ordynski           | 5–6       |
| Team Mitsubishi Ralliart    | Mitsubishi  | Lancer Evo 2 Lancer Evo 3       | M          | 14     | Rui Madeira           | 1, 4–7    |
| Team Mitsubishi Ralliart    | Mitsubishi  | Lancer Evo 2 Lancer Evo 3       | M          | 15     | Jorge Recalde         | 4–6       |
| Team Mitsubishi Ralliart    | Mitsubishi  | Lancer Evo 2 Lancer Evo 3       | M          | 26     | Isolde Holderied      | 1, 5–8    |

### Il rally di Monte Carlo
La sessantatreesima edizione del rally del principato vide la vittoria di Carlos Sainz su Subaru Impreza. Lo spagnolo approfittò di un errore di Colin McRae (con il quale era in lotta) in una delle prime speciali e poi regolò François Delecour costringendolo al secondo posto.
Terzo arrivò Juha Kankkunen con una Toyota, fresca vincitrice del mondiale 1994, non ancora al top della forma per via soprattutto delle nuove limitazioni sul turbo, che superò la Mitsubishi di Tommi Makinen proprio nel finale.
Il campione del Mondo in carica Didier Auriol invece, dopo aver disputato tutta la gara sui tempi del compagno Kankkunen, uscì di strada e si ritirò, così come McRae nel tentativo di recuperare l'errore di inizio gara.
Dietro di loro conclusero nell'ordine la Ford di Thiry, la Mitsubishi di Aghini, la Renault di Ragnotti e la Subaru di Liatti in piena rimonta dopo un'uscita di strada.

## Classifiche

### Costruttori
| #  | Scuderia   | Rally             | Rally             | Rally                 | Rally              | Rally                    | Rally                | Rally             | Rally                  | Tot. |
| -- | ---------- | ----------------- | ----------------- | --------------------- | ------------------ | ------------------------ | -------------------- | ----------------- | ---------------------- | ---- |
|    |            | Monaco (bandiera) | Svezia (bandiera) | Portogallo (bandiera) | Francia (bandiera) | Nuova Zelanda (bandiera) | Australia (bandiera) | Spagna (bandiera) | Regno Unito (bandiera) |      |
| 1  | Subaru     | 46                | -                 | 60                    | 39                 | 48                       | 29                   | 64                | 64                     | 350  |
| 2  | Mitsubishi | 36                | 64                | 32                    | 36                 | 31                       | 56                   | 33                | 19                     | 307  |
| 3  | Ford       | 47                | 28                | 26                    | 42                 | 26                       | 15                   | 21                | 18                     | 223  |
| DQ | Toyota     | 25                | 46                | 50                    | 42                 | 54                       | 43                   | -                 | -                      | 260  |

Note: - il team Toyota venne squalificato a causa della violazione del regolamento, nello specifico si trattava in un sotterfugio, vietato, che permetteva un afflusso maggiore d'aria, dunque aumento della potenza,al turbocompressore mediante una flangia "scorrevole".

### Piloti
| #   | Scuderia              | Rally             | Rally             | Rally                 | Rally              | Rally                    | Rally                | Rally             | Rally                  | Tot. |
| --- | --------------------- | ----------------- | ----------------- | --------------------- | ------------------ | ------------------------ | -------------------- | ----------------- | ---------------------- | ---- |
|     |                       | Monaco (bandiera) | Svezia (bandiera) | Portogallo (bandiera) | Francia (bandiera) | Nuova Zelanda (bandiera) | Australia (bandiera) | Spagna (bandiera) | Regno Unito (bandiera) |      |
| 1   | Colin McRae           | -                 | -                 | 12                    | 8                  | 20                       | 15                   | 15                | 20                     | 90   |
| 2   | Carlos Sainz          | 20                | -                 | 20                    | 10                 | -                        | -                    | 20                | 15                     | 85   |
| SQ. | Juha Kankkunen        | 12                | 10                | 15                    | 1                  | 12                       | 12                   | -                 | -                      | 62   |
| SQ. | Didier Auriol         | -                 | 8                 | 8                     | 20                 | 15                       | -                    | -                 | -                      | 51   |
| 3   | Kenneth Eriksson      | -                 | 20                | -                     | -                  | 8                        | 20                   | -                 | -                      | 48   |
| 4   | François Delecour     | 15                | -                 | -                     | 15                 | 6                        | -                    | 10                | -                      | 46   |
| 5   | Tommi Mäkinen         | 10                | 15                | -                     | 3                  | -                        | 10                   | -                 | -                      | 38   |
| 6   | Bruno Thiry           | 8                 | 6                 | 6                     | -                  | -                        | 6                    | -                 | 8                      | 34   |
| SQ. | Armin Schwarz         | -                 | 2                 | 10                    | -                  | 10                       | 8                    | -                 | -                      | 30   |
| 7   | Piero Liatti          | 3                 | -                 | -                     | 6                  | -                        | -                    | 12                | -                      | 26   |
| 8   | Andrea Aghini         | 6                 | -                 | -                     | 12                 | -                        | -                    | 8                 | -                      | 21   |
| 9   | Richard Burns         | -                 | -                 | 4                     | -                  | -                        | -                    | -                 | 12                     | 16   |
| SQ. | Thomas Rådström       | -                 | 12                | -                     | -                  | -                        | -                    | -                 | -                      | 12   |
| 10  | Alister McRae         | -                 | -                 | -                     | -                  | -                        | -                    | -                 | 10                     | 10   |
| 11  | Rui Madeira           | -                 | -                 | 2                     | -                  | 1                        | -                    | -                 | 4                      | 7    |
| 12= | Gustavo Trelles       | -                 | -                 | -                     | -                  | -                        | -                    | 6                 | -                      | 6    |
| 12= | Gwyndaf Evans         | -                 | -                 | -                     | -                  | -                        | -                    | -                 | 6                      | 6    |
| 14= | Jean Ragnotti         | 4                 | -                 | -                     | -                  | -                        | -                    | -                 | -                      | 4    |
| 14= | Stig Blomqvist        | -                 | 4                 | -                     | -                  | -                        | -                    | -                 | -                      | 4    |
| 14= | Patrick Bernardini    | -                 | -                 | -                     | 4                  | -                        | -                    | -                 | -                      | 4    |
| 14= | Peter 'Possum' Bourne | -                 | -                 | -                     | -                  | 4                        | -                    | -                 | -                      | 4    |
| 14= | Yoshio Fujimoto       | -                 | -                 | -                     | -                  | -                        | 4                    | -                 | -                      | 4    |
| 14= | Oriol Gómez           | -                 | -                 | -                     | -                  | -                        | -                    | 4                 | -                      | 4    |
| 20  | Jorge Recalde         | -                 | -                 | 1                     | -                  | 2                        | 1                    | -                 | -                      | 4    |
| 21= | Tomas Jansson         | -                 | 3                 | -                     | -                  | -                        | -                    | -                 | -                      | 3    |
| 21= | Alex Fiorio           | -                 | -                 | 3                     | -                  | -                        | -                    | -                 | -                      | 3    |
| 21= | Neil Allport          | -                 | -                 | -                     | -                  | 3                        | -                    | -                 | -                      | 3    |
| 21= | Ed Ordynski           | -                 | -                 | -                     | -                  | -                        | 3                    | -                 | -                      | 3    |
| 21= | Andrea Navarra        | -                 | -                 | -                     | -                  | -                        | -                    | 3                 | -                      | 3    |
| 21= | Jarmo Kytölehto       | -                 | -                 | -                     | -                  | -                        | -                    | -                 | 3                      | 3    |
| 27= | Philippe Camandona    | 2                 | -                 | -                     | -                  | -                        | -                    | -                 | -                      | 2    |
| 27= | Philippe Bugalski     | -                 | -                 | -                     | 2                  | -                        | -                    | -                 | -                      | 2    |
| 27= | Neal Bates            | -                 | -                 | -                     | -                  | -                        | 2                    | -                 | -                      | 2    |
| 27= | Josep Bassas          | -                 | -                 | -                     | -                  | -                        | -                    | 2                 | -                      | 2    |
| 27= | Masao Kamioka         | -                 | -                 | -                     | -                  | -                        | -                    | -                 | 2                      | 2    |
| 32= | Isolde Holderied      | 1                 | -                 | -                     | -                  | -                        | -                    | -                 | -                      | 1    |
| 32= | Kenneth Bäcklund      | -                 | 1                 | -                     | -                  | -                        | -                    | -                 | -                      | 1    |
| 32= | Yvan Postel           | -                 | -                 | -                     | -                  | -                        | -                    | 1                 | -                      | 1    |
| 32= | Alain Oreille         | -                 | -                 | -                     | -                  | -                        | -                    | -                 | 1                      | 1    |

## Risultati
| # | Rally                                               | Data                      | Pilota                                                                                         | Auto                                                                           |
| - | --------------------------------------------------- | ------------------------- | ---------------------------------------------------------------------------------------------- | ------------------------------------------------------------------------------ |
| 1 | 63° Rallye Automobile de Monte-Carlo                | 22 gennaio-26 gennaio     | 1. Carlos Sainz (6h:32m:31s) 2. François Delecour (6h:34m:56s) 3. Juha Kankkunen (6h:36m:28s)  | 1. Subaru Impreza 555 2. Ford Escort RS Cosworth 3. Toyota Celica GT-Four      |
| 2 | 44° International Swedish Rally                     | 10 febbraio-12 febbraio   | 1. Kenneth Eriksson (4h:51m:27s) 2. Tommi Mäkinen (4h:51m:39s) 3. Thomas Rådström (4h:52m:34s) | 1. Mitsubishi Lancer Evo 2 2. Mitsubishi Lancer Evo 2 3. Toyota Celica GT-Four |
| 3 | 29º TAP Rallye de Portugal                          | 8 marzo-10 marzo          | 1. Carlos Sainz (5h:32m:37s) 2. Juha Kankkunen (5h:32m:49s) 3. Colin McRae (5h:35m:51s)        | 1. Subaru Impreza 555 2. Toyota Celica GT-Four 3. Subaru Impreza 555           |
| 4 | 39º Tour de Corse - Rallye de France                | 3 maggio-5 maggio         | 1. Didier Auriol (5h:14m:49s) 2. François Delecour (5h:15m:04s) 3. Andrea Aghini (5h:15m:46s)  | 1. Toyota Celica GT-Four 2. Ford Escort RS Cosworth 3. Mitsubishi Lancer Evo 3 |
| 5 | 25° Smokefree Rally New Zealand                     | 27 luglio-30 luglio       | 1. Colin McRae (5h:33m:06s) 2. Didier Auriol (5h:33m:50s) 3. Juha Kankkunen (5h:34m:15s)       | 1. Subaru Impreza 555 2. Toyota Celica GT-Four 3. Toyota Celica GT-Four        |
| 6 | 8° Telstra Rally Australia                          | 15 settembre-18 settembre | 1. Kenneth Eriksson (4h:53m:59s) 2. Colin McRae (4h:54m:18s) 3. Juha Kankkunen (4h:55m:54s)    | 1. Mitsubishi Lancer Evo 3 2. Subaru Impreza 555 3. Toyota Celica GT-Four      |
| 7 | 31º Rallye Catalunya-Costa Brava (Rallye de España) | 23 ottobre-25 ottobre     | 1. Carlos Sainz (5h:05m:58s) 2. Colin McRae (5h:06m:49s) 3. Piero Liatti (5h:07m:56s)          | 1. Subaru Impreza 555 2. Subaru Impreza 555 3. Subaru Impreza 555              |
| 8 | 51° Network Q Rally                                 | 19 novembre-22 novembre   | 1. Colin McRae (5h:09m:19s) 2. Carlos Sainz (5h:09m:55s) 3. Richard Burns (5h:15m:58s)         | 1. Subaru Impreza 555 2. Subaru Impreza 555 3. Subaru Impreza 555              |

## Dislocazione eventi
|                |                  |                     |                          |
| Nero = Asfalto | Marrone = Ghiaia | Blu = Neve/Ghiaccio | Rosso = Superficie mista |